# Republikken Jamtlands flag
Republikken Jamtlands flag, nogle gange omtalt som Jamtflaggan (Jamtflaget), er et flag for Republikken Jamtland. 
Flaget skabtes i 1983 af Bo Oscarsson och Kent Backman. Landskabet Jämtland havde et gammelt flag allerede i det 16. århundrede, som omtales i forbindelse med den danske lensherre Vincens Lunge, da han i 1528 gik sin såkaldte Eriksgata: "han looth bera j process lanzens banere" – han lod bære i procession landets banner. Hvordan flaget så ud ved man dog ikke.
Flaget hejstes for første gang den 23. juli 1983 i forbindelse med at Storsjöyran genoplivedes af blandt andre Moltas Eriksson.